# ناقل الحمض الأميني الاستثاري 3
ناقل الحمض الأميني الاستثاري 3 (EAAT3) هو بروتين يرمّز لدى البشر بالجين SLC1A1.

## التوزع النسيجي
يُعبَّر عن EAAT3 على الغشاء البلازمي الخاص بالعصبونات، وبالتحديد في نهايات الزوائد الشجرية ونهايات المحوارات.

## الوظيفة
ناقل الحمض الأميني الاستثاري 3 عضو من عائلة ناقلات الغلوتامات [الإنجليزية] عالية الألفة التي تلعب دورا أساسيا في نقل الغلوتامات عبر الأغشية الخلوية الخاصة بالعصبونات. في الدماغ، تلعب نواقل الحمض الأميني الاستثاري دورا حاسما في إنهاء فعل الناقل العصبي غلوتامات بعد العصبوني، والحفاظ على تراكيز الغلوتامات خارج الخلوي تحت المستويات السمية. ينقل EAAT3 الأسبارتات كذلك، ويُعتقد أن الطفرات في هذا الجين تسبب بيلة الحمض الأميني ثنائي الكربوكسيل التي تُعرف أيضا باسم اختلال ناقل الغلوتامات-أسبارتات. ‏ EAAT3 طريق رئيسي لامتصاص السيستئين. والسيستئين مكون من مكونات مضاد الأكسدة المهم جلوتاثيون والفئران التي لا تمتلك EAAT3 تُبدي: مستويات منخفضة من الجلوتاثيون في العصبونات، زيادة في الإجهاد التأكسدي، فقدان العصبونات المتعلق بالعمر وخاصة عصبونات المادة السوداء. حدّد تحليل تلوي علاقة صغيرة لكنها معتبرة بين تعدد أشكال [الإنجليزية] جين SLC1A1 والاضطراب الوسواسي القهري.

## التآثرات
يتآثر SLC1A1 مع ARL6IP5.